# Reichsparteitag

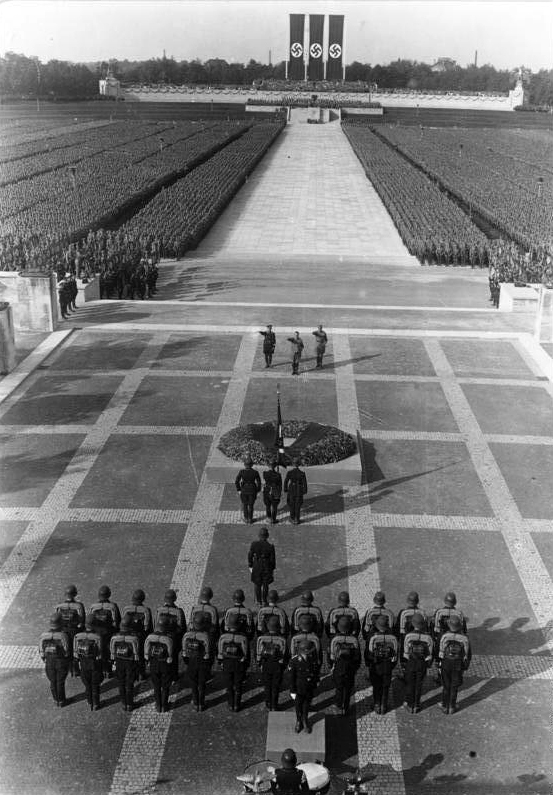
Beeld van de Reichsparteitag van 1934

De Reichsparteitag (Nederlands: Rijkspartijdag) was een bijeenkomst van de Duitse partij NSDAP die in de jaren 1923 tot en met 1938 meestal eenmaal per jaar plaatsvond. Aanvankelijk waren dit eendaagse bijeenkomsten, later werden er meerdere dagen voor uitgetrokken. De bijeenkomsten werden gebruikt als propagandamiddel, met name sinds dat Hitler aan de macht kwam in 1933. Er zijn diverse films van de Reichsparteitag gemaakt, waaronder de films van Leni Riefenstahl: Triumph des Willens en Der Sieg des Glaubens. De bijeenkomsten vonden meestal plaats op de Reichsparteitagsgelände in de buurt van Neurenberg.

## Locaties
De eerste partijdag vond in 1923 plaats in München en werd drie jaar later gevolgd door een bijeenkomst in Weimar. Vanaf 1927 werden de partijdagen vooral in Neurenberg gehouden. Deze locatie lag centraal in het Duitse Rijk waar het Reichsparteitagsgelände (ook wel Luitpoldhain) een geschikt veld was voor grote aantallen mensen. Tevens was het voordeel dat het was gelegen in Franken, een gebied waar de nazi-organisatie goed georganiseerd was.
De aanwezige partijleden kregen een speldje uitgereikt, de zogenaamde Reichsparteitag tinnies.

## Bijeenkomsten
- 1923 - Eerste Reichsparteitag op 27 januari in München
- 1923 - Bijeenkomst op 1 september in Neurenberg
- 1926 - Tweede Reichsparteitag op 4 juli in Weimar
- 1927 - Derde Reichsparteitag op 20 augustus in Neurenberg. De propagandafilm Eine Symphonie des Kampfwillens is tijdens deze dag gemaakt.
- 1929 - Vierde Reichsparteitag op 2 augustus in Neurenberg. De propagandafilm Der Nürnberger Parteitag is tijdens deze dag gemaakt.
- In 1930, 1931 en 1932 verbood het stadsbestuur de Reichsparteitage in verband met ongeregeldheden die in het verleden hadden plaatsgevonden.
- 1933 - Vijfde Reichsparteitag van 30 augustus tot en met 3 september in Neurenberg. De bijeenkomst kreeg als thema: Reichsparteitag des Sieges (Rijkspartijdag van de overwinning). Met het thema wordt verwezen naar de nazi-overwinning op de Weimarrepubliek. De propagandafilm Der Sieg des Glaubens is tijdens deze dagen gemaakt.
- 1934 - Zesde Reichsparteitag van 5 tot en met 10 september in Neurenberg. Achteraf is aan deze partijdag de thema's Reichsparteitag der Einheit und Stärke (Rijkspartijdag van eenheid en macht), Reichsparteitag der Macht (Rijkspartijdag van de macht) en Reichsparteitag des Willens (Rijkspartijdag van de bereidheid) gekoppeld. De propagandafilm Triumph des Willens is tijdens deze dagen gemaakt, waar 700.000 toeschouwers op af waren gekomen.
- 1935 - Zevende Reichsparteitag van 10 tot 16 september in Neurenberg. Het thema was Reichsparteitag der Freiheit (Rijkspartijdag van de vrijheid), waarbij de vrijheid verwees naar de heroprichting van een volwaardig Duits leger. De propagandafilm Tag der Freiheit: Unsere Wehrmacht is tijdens deze dagen gemaakt. Aanname van de rassenwetten van Neurenberg door de Rijksdag, die hiervoor naar Neurenberg kwam.
- 1936 - Achtste Reichsparteitag van 8 tot 14 september in Neurenberg. Het thema was Reichsparteitag der Ehre (Rijkspartijdag van de eer), waarbij de eer verwees naar de militaire herintreding in het Rijnland. De film Festliches Nürnberg bevat fragmenten van deze bijeenkomst.
- 1937 - Negende Reichsparteitag van 6 tot 13 september in Neurenberg. Het thema was Reichsparteitag der Arbeit (Rijkspartijdag van de arbeid), waarbij werd verwezen naar de dalende werkloosheid tijdens het nazi-regime.
- 1938 - Tiende Reichsparteitag van 5 tot 12 september in Neurenberg. Het thema was Reichsparteitag Großdeutschland (Rijkspartijdag van Groot-Duitsland), waarbij werd verwezen naar de anschluss van Oostenrijk eerder dat jaar.
- 1939 - Elfde Reichsparteitag in Neurenberg. Het thema was Reichsparteitag des Friedens (Rijkspartijdag van de vrede), waarbij werd verwezen naar de Duitse 'wens voor vrede'. De partijdag werd echter afgelast, omdat Duitsland (ironisch genoeg in tegenspraak met het thema van de 'Duitse vredeswil') in samenwerking met de Sovjet-Unie een dag eerder Polen was binnengevallen en daarmee de Tweede Wereldoorlog had opgestart.

## Galerij

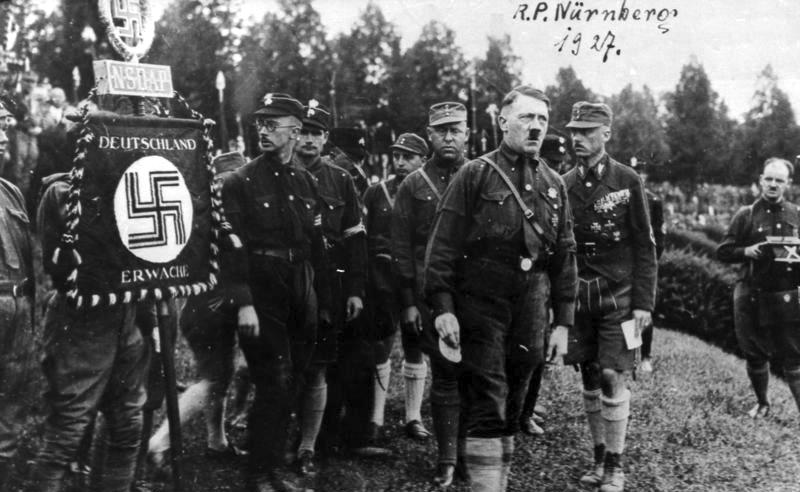
Eerste partijdag in 1927
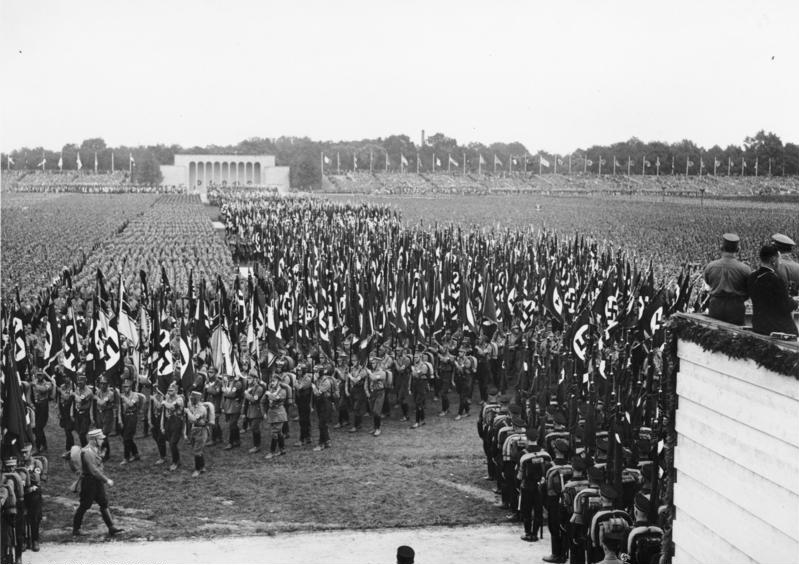
SA-mars in 1933
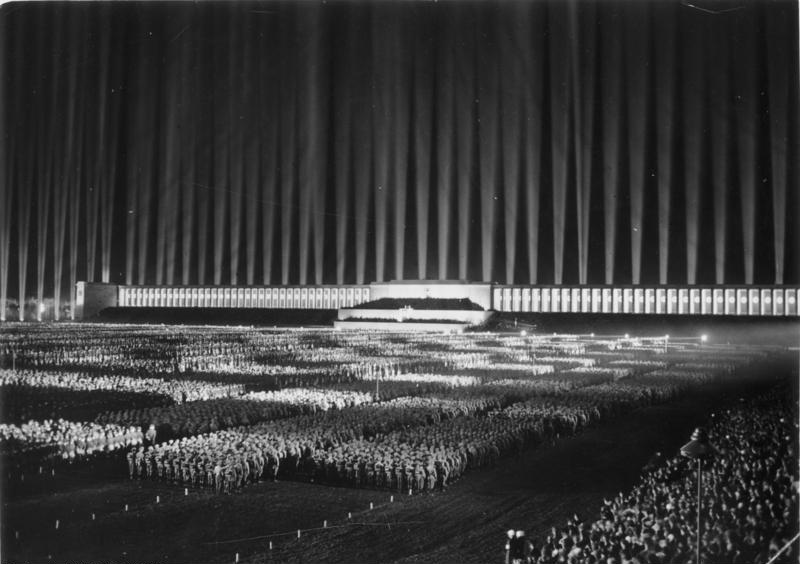
Lichtshow in 1936
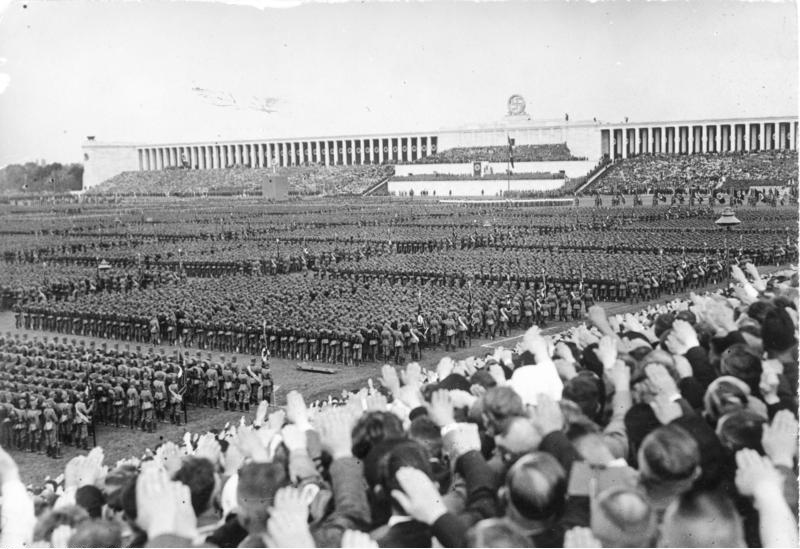
Bijeenkomst van 1937